# Melanergon proserpina
Melanergon proserpina är en fjärilsart som beskrevs av George Thomas Bethune-Baker. Melanergon proserpina ingår i släktet Melanergon och familjen Eupterotidae. Inga underarter finns listade i Catalogue of Life.